# Hospital San Pedro
El Hospital San Pedro es un hospital público situado en Logroño, y forma parte del Servicio Riojano de Salud. Es actualmente el hospital más grande de La Rioja. 

## Historia

### Hospital San Millán
Logroño contaba durante la Edad Media y Edad Moderna con primitivos hospitales que atendían a pobres enfermos. En la segunda mitad del siglo XIX fue construido el Hospital Provincial, que actualmente sigue operativo bajo el nombre de  Hospital General de La Rioja. 
En 1942 se implantó el Seguro Obligatorio de Enfermedad, junto con un Plan Nacional de Instalaciones sanitarias que tenía como objetivo la construcción de nuevos hospitales (Residencias Sanitarias según la terminología del Seguro Obligatorio de Enfermedad) y ambulatorios. 
El 15 de junio de 1948 se iniciaron las obras de la Residencia Sanitaria de Logroño, entrando en funcionamiento el 12 de septiembre de 1952, aunque fue oficialmente inaugurada por Francisco Franco el 16 de octubre de 1954. 
El 18 de julio de 1953 se había impuesto a la Residencia el patronímico del «mártir de la Cruzada» Antonio Coello Cuadrado, un soldado requeté que murió durante la Guerra Civil Española.
El edificio, un monobloque de ocho plantas, contaba con 220 camas, cuatro quirófanos y un paritorio. Entonces el personal del hospital lo conformaban 85 personas, que incluían: 1 médico Director (D. Rufino Villar), 1 médico residente, 25 enfermeras, 4 matronas, 1 conserje, 12 celadores, 3 Asistentes, 25 sirvientes, 1 administrador y 5 auxiliares, además del capellán y 6 religiosas encargadas de la intendencia.
En sus inicios, tan sólo se admitían ingresos quirúrgicos. En 1963 se permitieron las hospitalizaciones no quirúrgicas, y en 1973 el hospital sufrió una gran ampliación. En ese año el Hospital ya contaba con 234 camas instaladas. 
Fue rebautizado como Hospital San Millán en 1985.
A principios de la década de 1990, volvería a ser rebautizado como Complejo Hospitalario San Millán-San Pedro. 
A principios de 2007 se decidió que su reforma parcial era inviable en términos económicos y muy compleja técnicamente, por lo que en 2009 se inició su demolición.
El 4 de octubre de 2007, se inauguró el Centro de Alta Resolución San Millán, un centro ambulatorio de distintas especialidades médicas, construido en el solar del aparcamiento del ya entonces  clausurado Hospital San Millán.

### Hospital San Pedro
El 16 de octubre de 1954 se inaugura el Sanatorio Antituberculoso San Pedro, construido en parte a expensas del filántropo riojano Pedro Mazo, que financió con 2 millones de pesetas del total de 20 millones que se invirtieron en su construcción. Este sanatorio se convertiría en el actual Hospital San Pedro. Su inauguración tuvo lugar el mismo día que la Residencia Sanitaria que más tarde se convertiría en el Hospital San Millán.
El sanatorio, diseñado para tratar pacientes con tuberculosis, tenía capacidad para 368 camas. A partir de la década de 1980, gracias a los avances médicos que permitieron disminuir la prevalencia de la tuberculosis, se reorientó el objetivo de dichos sanatorios. 
Inicialmente sin apenas elementos decorativos, con el paso del tiempo se realizaron remodelaciones. Entre 1992 y 1995 se construyó un edificio cilíndrico en el exterior del sanatorio, para acoger algunos servicios médicos, incluyéndose en el Complejo Hospitalario San Millán-San Pedro.
Alrededor de 10 años más tarde se planteó una ampliación general para reconvertir su estructura en el hospital actual, con un coste de 116 millones de euros. Fue inaugurado por el rey Juan Carlos I y la reina Sofía el 28 de febrero de 2007.

## Cobertura asistencial
El Hospital San Pedro atiende atiende a pacientes del Área de Salud de La Rioja, que consta de alrededor de 312.000 habitantes.

### Atención Primaria[15]
Es el hospital asignado para 15 centros de salud y 144 consultorios de Atención Primaria de Logroño, la Rioja Alta y la Rioja Media.

#### Rioja Alta-Valle
- Centro de Salud de Haro

1. Consultorio de Ábalos
2. Consultorio de Anguciana
3. Consultorio de Briñas
4. Consultorio de Briones
5. Consultorio de Casalarreina
6. Consultorio de Cellorigo
7. Consultorio de Cihuri
8. Consultorio de Cuzcurrita de Río Tirón
9. Consultorio de Foncea
10. Consultorio de Fonzaleche
11. Consultorio de Galbárruli
12. Consultorio de Gimileo
13. Consultorio de Ochánduri
14. Consultorio de Ollauri
15. Consultorio de Rodezno
16. Consultorio de Sajazarra
17. Consultorio de San Asensio
18. Consultorio de San Millán de Yécora
19. Consultorio de San Torcuato
20. Consultorio de San Vicente de la Sonsierra
21. Consultorio de Tirgo
22. Consultorio de Treviana
23. Consultorio de Villalba de Rioja
24. Consultorio de Zarratón

- Centro de Salud de Nájera

1. Consultorio de Alesanco
2. Consultorio de Alesón
3. Consultorio de Arenzana de Abajo
4. Consultorio de Arenzana de Arriba
5. Consultorio de Azofra
6. Consultorio de Badarán
7. Consultorio de Bobadilla
8. Consultorio de Camprovín
9. Consultorio de Cañas
10. Consultorio de Cárdenas
11. Consultorio de Castroviejo
12. Consultorio de Cordovín
13. Consultorio de Hormilla
14. Consultorio de Hormilleja
15. Consultorio de Huércanos
16. Consultorio de Santa Coloma
17. Consultorio de Torrecilla sobre Alesanco
18. Consultorio de Tricio
19. Consultorio de Uruñuela
20. Consultorio de Villar de Torre
21. Consultorio de Villarejo

- Centro de Salud de Santo Domingo

1. Consultorio de Bañares
2. Consultorio de Baños de Rioja
3. Consultorio de Castañares
4. Consultorio de Cirueña
5. Consultorio de Corporales
6. Consultorio de Grañón
7. Consultorio de Herramélluri
8. Consultorio de Hervías
9. Consultorio de Leiva
10. Consultorio de Manzanares de Rioja
11. Consultorio de Santurde de Rioja
12. Consultorio de Santurdejo
13. Consultorio de Tormantos
14. Consultorio de Villalobar de Rioja

#### Rioja Alta-Sierra / Comarca de Anguiano
1. Consultorio de Anguiano
2. Consultorio de Baños de Río Tobía
3. Consultorio de Pedroso
4. Consultorio de Berceo
5. Consultorio de Brieva de Cameros
6. Consultorio de Canales de la Sierra
7. Consultorio de Estollo - San Andrés
8. Consultorio de Ledesma de la Cogolla
9. Consultorio de Mansilla
10. Consultorio de Matute
11. Consultorio de San Millán de la Cogolla
12. Consultorio de Tobía
13. Consultorio de Ventrosa de la Sierra
14. Consultorio de Villavelayo
15. Consultorio de Villaverde de Rioja
16. Consultorio de Viniegra de Abajo
17. Consultorio de Viniegra de Arriba

#### Rioja Alta-Sierra / Comarca de Ezcaray
1. Consultorio de Ezcaray
2. Consultorio de Igea
3. Consultorio de Manjarrés
4. Consultorio de Ojacastro
5. Consultorio de Pazuengos
6. Consultorio de Valgañón
7. Consultorio de Zorraquín

#### Rioja Media
- Centro de Salud Alberite

1. Consultorio de Albelda de Iregua
2. Consultorio de Clavijo
3. Consultorio de Islallana
4. Consultorio de Lardero
5. Consultorio de Nalda
6. Consultorio de Sorzano
7. Consultorio de Ribafrecha
8. Consultorio de Viguera
9. Consultorio de Villamediana de Iregua

- Centro de Salud Camero Nuevo

1. Consultorio de Almarza de Cameros
2. Consultorio de Gallinero de Rioja
3. Consultorio de El Rasillo
4. Consultorio de Lumbreras
5. Consultorio de Nestares
6. Consultorio de Nieva de Cameros
7. Consultorio de Ortigosa de Cameros
8. Consultorio de Pradillo
9. Consultorio de San Andrés
10. Consultorio de Torrecilla en Cameros
11. Consultorio de Villanueva de Cameros
12. Consultorio de Villoslada de Cameros

- Centro de Salud Camero Viejo

1. Consultorio de Ajamil
2. Consultorio de Cabezón de Cameros
3. Consultorio de Hornillos de Cameros
4. Consultorio de Jalón de Cameros
5. Consultorio de Laguna de Cameros
6. Consultorio de Muro en Cameros
7. Consultorio de Rabanera
8. Consultorio de Soto en Cameros
9. Consultorio de Terroba
10. Consultorio de Torre en Cameros
11. Consultorio de Vadillos

- Centro de Salud Murillo de Río Leza

1. Consultorio de Agoncillo
2. Consultorio de Alcanadre
3. Consultorio de Aldealobos
4. Consultorio de Arrúbal
5. Consultorio de Ausejo
6. Consultorio de Corera
7. Consultorio de Galilea
8. Consultorio de El Collado
9. Consultorio de El Redal
10. Consultorio de Jubera
11. Consultorio de Lagunilla de Jubera
12. Consultorio de La Villa de Ocón
13. Consultorio de Las Ruedas de Ocón
14. Consultorio de Los Molinos de Ocón
15. Consultorio de Pipaona
16. Consultorio de Recajo
17. Consultorio de Robres del Castillo
18. Consultorio de San Bartolomé
19. Consultorio de San Martín
20. Consultorio de San Vicente de Robres
21. Consultorio de Santa Cecilia
22. Consultorio de Santa Engracia de Jubera
23. Consultorio de Santa Lucía
24. Consultorio de Santa Marina
25. Consultorio de Ventas Blancas

#### Logroño
1. Consultorio de El Cortijo
2. Consultorio de La Estrella
3. Consultorio de Yagüe
4. Consultorio de Varea

- Centro de Salud Cascajos
- Centro de Salud Espartero
- Centro de Salud Gonzalo Berceo
- Centro de Salud Joaquín Elizalde
- Centro de Salud Labradores
- Centro de Salud Rodríguez Paterna
- Centro de Salud Siete Infantes de Lara
- Centro de Salud La Guindalera

### Otros centros
- Centro de Salud Mental Albelda de Iregua:[16] El edificio, abierto en junio de 2009, ha sustituido al Centro Asistencial Reina Sofía (cuya apertura databa de 1977) y dispone de una capacidad de 140 camas. El edificio tiene una superficie total construida de 8.845,05 metros cuadrados. Posee una unidad de larga estancia psiquiátrica, y una unidad de minusválidos psíquicos. El centro tiene un claro enfoque rehabilitador, orientado a promover la autonomía de los enfermos mentales.

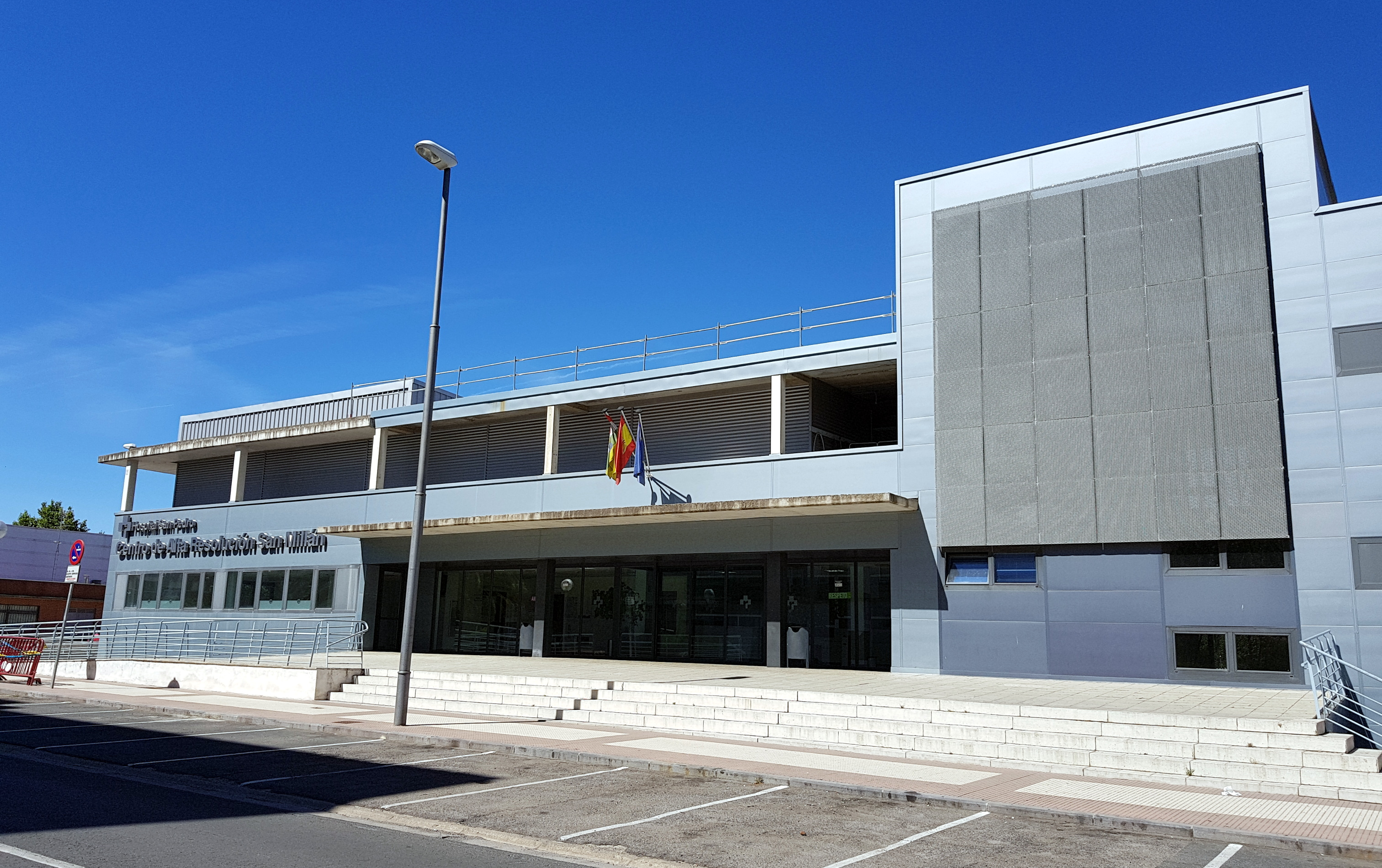
Centro de Alta Resolución San Millán

- CARPA[17] o Centro de Alta Resolución de Procesos Asistenciales San Millán:  Centro sanitario de atención diurna, atendido por 200 profesionales que alberga las consultas externas y otros procesos asistenciales como cirugía menor, rehabilitación y la unidad de atención a la mujer Sana. El edificio ocupa 12.000 metros cuadrados.

## Cartera de servicios
| - Alergología - Aparato Digestivo - Cardiología - Endocrinología - Geriatría - Hematología y Hemoterapia - Medicina Interna - Nefrología - Neumología - Neurología - Neurofisiología - Oncología - Pediatría - Reumatología - Urgencias | - Angiología y Cirugía Vascular - Cirugía Cardiovascular - Cirugía General y de Aparato Digestivo - Cirugía Oral y Maxilofacial - Cirugía Pediátrica - Cirugía Plástica - Cirugía Torácica - Dermatología - Neurocirugía - Obstetricia y Ginecología - Oftalmología - Otorrinolaringología - Traumatología y Cirugía Ortopédica - Urología | - Análisis Clínicos - Anatomía Patológica - Anestesiología y Reanimación - Bioquímica - Farmacia Hospitalaria - Inmunología - Medicina Intensiva - Medicina Nuclear - Medicina Preventiva - Medicina del Trabajo - Microbiología y Parasitología - Psiquiatría - Oncología radioterápica - Radiodiagnóstico - Radiofísica Hospitalaria - Rehabilitación |

## Personal
En el hospital trabajan alrededor de 2600 profesionales. Cuenta con:
- facultativos 432
- enfermería 802
- personal no sanitario 1338
- médicos residentes 110

## Instalaciones y recursos
El Hospital San Pedro cuenta con unas instalaciones que abarcan 113.000 metros cuadrados en un conjunto de seis edificios intercomunicados entre sí, incluidas las dependencias del edificio original, íntegramente remodeladas en su estructura básica y asimiladas al resto del complejo.
El hospital cuenta con:
- camas 548
- puestos de diálisis 17
- quirófanos 22
- puestos de hospital de día 26
- consultas externas y gabinetes de exploración 187
- paritorios 3

### Accesos
Al Hospital San Pedro se puede llegar en transporte público mediante línea de autobús urbano de Logroño (líneas 1, 3, y 11), y accediendo desde la autovía  LO-20 